# Leicester (owca)
Leicester – rasa owiec pochodzi z Anglii. Wywodzi się od ras Dishley Leicesters oraz Leicestershire.
Owce tej rasy posiadają długie uszy, garbonosy profil pyska, dobrze wysklepione żebra, szyję dobrze umięśnioną, mocno osadzoną na ramionach.
Wełna długa (nawet 20 cm), biała obejmuje całe ciało poza nogami i głową na których występują tylko białe włosy.
Tryki ważą 140 – 175 kg, maciorki (starsze) 90 – 120 kg.
Wydajność wełny to 6-9 kg od tryka i 4-6 kg od maciorki.
Użytkowanie wełniste. Rasa o wysokiej plenności oraz wysokim wskaźniku przeżywalności jagniąt.